# Cyril Barrett
Pater Cyril Barrett, SJ (* 9. Mai 1925 in Dublin als Denis Cyril Barrett; † 30. Dezember 2003 ebendort) war ein irischer Jesuit, Philosoph und Kunstkritiker.

## Leben
Barrett war ein Sohn von Denis und Lily (geborene Kearney) Barrett; sie lebten in Booterstown. Sein Vater war Hilfspolizist bei der Dublin Metropolitan Police. Seine Mutter starb, als er drei Jahre alt war; der Witwer heiratete erneut. Barrett besuchte Schulen in Killashee, Naas (County Kildare), das Ampleforth College (North Yorkshire) und das Clongowes Wood College (Country Kildare). 1942 trat er der Gesellschaft Jesu bei, erhielt 1956 die Priesterweihe und legte schließlich 1960 die Gelübde ab.
Am University College Dublin studierte Barrett Kunst, in Tullabeg (County Offaly) Philosophie und in Milltown Park (Dublin) Theologie. Seinen Ph.D. erlangte er 1964 an der Universität London. Im Anschluss unterrichtete er Philosophie in Chantilly (Frankreich) und an der University of Warwick; dort war er einer von zwei Gründungsvätern des Philosophischen Seminars. Er blieb dort bis zu seiner Emeritierung 1992. Als Ruheständler war er noch zehn Jahre Tutor an der Campion Hall (University of Oxford).
Barrett erhielt 1983 einen Ehrendoktortitel von der Universität Hongkong.

## Schriften
- mit Tom Winnifrith: The Philosophy of Leisure. Palgrave Macmillan, London 1989.
- Op Art. Viking Press, New York, 1970. (deutsch: DuMont, Köln, 1974 ISBN 978-3-77010789-6)
- Collected Papers in Aesthetics. Blackwell, Oxford 1965.